# تختخواب و صبحانه (فیلم ۱۹۹۲)
«تختخواب و صبحانه» (انگلیسی: Bed & Breakfast) یک فیلم سینمایی آمریکایی در ژانر کمدی رمانتیک به کارگردانی رابرت الیس میلر است که در سال ۱۹۹۲ منتشر شد. از بازیگران آن می‌توان به راجر مور، تالیا شایر، کالین دوهرست، جمی والترز، نینا شیماشکو و مارسیو گارسیا اشاره کرد.